# Enrico VIII il Coraggioso
Enrico VIII il Coraggioso (in polacco Henryk VII z Blizn) o di Brzeg (1343/1945 – 11 luglio 1399) è stato un nobile polacco duca di Brzeg dal 1361, co-reggente di suo padre, fino al 1398 e sovrano di Niemcza dal 1395..

## Biografia
Fu il figlio maggiore di Ludovico I il Giusto, duca di Brzeg e di sua moglie Agnese, figlia di Enrico IV il Fedele. La morte del suo fratello minore Venceslao nel 1358 lo lasciò unico erede maschio di suo padre.
Nelle quasi contemporanee "Kronice Legnickiej" Enrico VIII fu detto "di Blizną" (con una cicatrice), cosa che venne poi adottata dagli storiografi come soprannome. Questo termine era forse dovuto alle grandi ferite al volto riportate nel 1373 circa, in circostanze ignote, e per le quali fu molto vicino alla morte.
La sua prima apparizione ufficiale si ebbe nel 1358, e nonostante avesse da tempo l'età per assumere il governo dello stato, soltanto nel 1395, quando aveva più di cinquant'anni, ricevette il distretto di Niemcza (in effetti già nel 1382 aveva ottenuto da Venceslao di Lussemburgo, il diritto di acquistare il feudo ma non aveva poi formalizzato l'acquisto che realizzò soltanto dieci anni dopo. La ragione risiedeva nel fatto che Ludovico il Giusto non intendeva dividere ancora il già piccolo ducato di Brzeg. Invece, fin dal 1360 o 1361 Enrico VIII venne nominato dal padre co-reggente, ma senza alcun formale potere. Egli non protestò mai e non rivendicò delle terre per sé, un fatto molto inusuale se si considera le situazioni similari negli altri ducati di Piast.
Nel 1365 Enrico VIII, assieme a suo cugino Roberto I di Legnica, prese parte ad una spedizione di Carlo IV di Lussemburgo, in Provenza, durante la quale visitò, fra l'altro, Avignone dove provò ad ottenere una prebenda per la sua famiglia.
Ludovico I morì il 6/23 dicembre 1398 ed Enrico VIII ricevette finalmente il tanto atteso ducato di Brzeg tutto per sé. Comunque non ebbe il tempo di goderselo, essendo morto, in maniera inattesa, soltanto otto mesi dopo, l'11 luglio 1399.

## Matrimonio e figli
Prima del 1369 Enrico VIII sposò Elena (m. 19 giugno 1369), figlia di Ottone di Orlamünde. Essi ebbero un figlio:
1. Enrico IX (n. 1369 - m. 9 gennaio 1419/10 luglio 1420).

Nel luglio del 1379 Enrico VIII si risposò con Margherita (n. prima del 1358 - m. ca. 14 maggio 1388), figlia di Siemowit III duca di Masovia e vedova di Casimiro IV di Pomerania. Dal matrimonio nacquero du figli:
1. Margherita (n. 1380/84 - m. dopo 2 ottobre 1408); ella venne fidanzata a Sigismondo del Lussemburgo, ma morì prima delle nozze.
2. Ludovico II (n. 1380/85 - m. 30 maggio 1436).

## Ascendenza
|                                  |                                                   |                                                 | Genitori                                      |  |  | Nonni |  |  | Bisnonni                              |  |  | Trisnonni                    |  |
|                                  |                                                   |                                                 |                                               |  |  |       |  |  | Enrico V, duca di Legnica e Breslavia |  |  | Boleslao II, duca di Legnica |  |
|                                  |                                                   |                                                 |                                               |  |  |       |  |  | Enrico V, duca di Legnica e Breslavia |  |  | Boleslao II, duca di Legnica |  |
|                                  |                                                   | Edvige di Anhalt                                |                                               |  |  |       |  |  | Enrico V, duca di Legnica e Breslavia |  |  |                              |  |
| Boleslao III, duca di Legnica    |                                                   |                                                 |                                               |  |  |       |  |  | Enrico V, duca di Legnica e Breslavia |  |  |                              |  |
|                                  |                                                   | Elisabetta di Kalisz                            | Boleslao, duca della Grande Polonia           |  |  |       |  |  |                                       |  |  |                              |  |
|                                  |                                                   | Elisabetta di Kalisz                            | Boleslao, duca della Grande Polonia           |  |  |       |  |  |                                       |  |  |                              |  |
|                                  |                                                   | Elisabetta di Kalisz                            | Iolanda d'Ungheria                            |  |  |       |  |  |                                       |  |  |                              |  |
| Ludovico I, duca di Brieg        |                                                   | Elisabetta di Kalisz                            |                                               |  |  |       |  |  |                                       |  |  |                              |  |
|                                  |                                                   | Venceslao II, re di Boemia                      | Ottocaro II, re di Boemia                     |  |  |       |  |  |                                       |  |  |                              |  |
|                                  |                                                   | Venceslao II, re di Boemia                      | Ottocaro II, re di Boemia                     |  |  |       |  |  |                                       |  |  |                              |  |
|                                  |                                                   | Venceslao II, re di Boemia                      | Cunegonda di Slavonia                         |  |  |       |  |  |                                       |  |  |                              |  |
| Margherita di Boemia             |                                                   | Venceslao II, re di Boemia                      |                                               |  |  |       |  |  |                                       |  |  |                              |  |
|                                  |                                                   | Guta d'Asburgo                                  | Rodolfo I d'Asburgo, re dei Romani            |  |  |       |  |  |                                       |  |  |                              |  |
|                                  |                                                   | Guta d'Asburgo                                  | Rodolfo I d'Asburgo, re dei Romani            |  |  |       |  |  |                                       |  |  |                              |  |
|                                  |                                                   | Guta d'Asburgo                                  | Gertrude di Hohenberg                         |  |  |       |  |  |                                       |  |  |                              |  |
| Enrico VIII, duca di Brieg       |                                                   | Guta d'Asburgo                                  |                                               |  |  |       |  |  |                                       |  |  |                              |  |
|                                  | Enrico III, duca di Głogów e della Grande Polonia | Corrado I, duca di Głogów                       |                                               |  |  |       |  |  |                                       |  |  |                              |  |
|                                  | Enrico III, duca di Głogów e della Grande Polonia | Corrado I, duca di Głogów                       |                                               |  |  |       |  |  |                                       |  |  |                              |  |
|                                  | Enrico III, duca di Głogów e della Grande Polonia | Salomea della Grande Polonia                    |                                               |  |  |       |  |  |                                       |  |  |                              |  |
| Enrico IV, duca di Żagań         | Enrico III, duca di Głogów e della Grande Polonia |                                                 |                                               |  |  |       |  |  |                                       |  |  |                              |  |
|                                  |                                                   | Matilda di Brunswick-Lüneburg                   | Alberto I, duca di Brunswick-Lüneburg         |  |  |       |  |  |                                       |  |  |                              |  |
|                                  |                                                   | Matilda di Brunswick-Lüneburg                   | Alberto I, duca di Brunswick-Lüneburg         |  |  |       |  |  |                                       |  |  |                              |  |
|                                  |                                                   | Matilda di Brunswick-Lüneburg                   | Alessia del Monferrato                        |  |  |       |  |  |                                       |  |  |                              |  |
| Agnese di Żagań                  |                                                   | Matilda di Brunswick-Lüneburg                   |                                               |  |  |       |  |  |                                       |  |  |                              |  |
|                                  |                                                   | Ermanno III, margravio di Brandeburgo-Salzwedel | Ottone V, margravio di Brandenburgo-Salzwedel |  |  |       |  |  |                                       |  |  |                              |  |
|                                  |                                                   | Ermanno III, margravio di Brandeburgo-Salzwedel | Ottone V, margravio di Brandenburgo-Salzwedel |  |  |       |  |  |                                       |  |  |                              |  |
|                                  |                                                   | Ermanno III, margravio di Brandeburgo-Salzwedel | Giuditta di Henneberg                         |  |  |       |  |  |                                       |  |  |                              |  |
| Matilda di Brandeburgo-Salzwedel |                                                   | Ermanno III, margravio di Brandeburgo-Salzwedel |                                               |  |  |       |  |  |                                       |  |  |                              |  |
|                                  |                                                   | Anna d'Asburgo                                  | Alberto I d'Asburgo, re dei Romani            |  |  |       |  |  |                                       |  |  |                              |  |
|                                  |                                                   | Anna d'Asburgo                                  | Alberto I d'Asburgo, re dei Romani            |  |  |       |  |  |                                       |  |  |                              |  |
|                                  |                                                   | Anna d'Asburgo                                  | Elisabetta di Tirolo-Gorizia                  |  |  |       |  |  |                                       |  |  |                              |  |
|                                  |                                                   | Anna d'Asburgo                                  |                                               |  |  |       |  |  |                                       |  |  |                              |  |